# ويليس
ويليس (بالإنجليزية: Willis, Texas)‏ هي مدينة تقع بولاية تكساس في شمال شرق الولايات المتحدة. تبلغ مساحة هذه المدينة 8.5 (كم²)، وترتفع عن سطح البحر 116 م، بلغ عدد سكانها 6100 نسمة في عام 2009 حسب إحصاء مكتب تعداد الولايات المتحدة .

## التركيبة السكانية
حدّد مكتب تعداد الولايات المتحدة بيانات التركيبة السكانية لويليس في تعداد الولايات المتحدة. في ما يلي، التركيبة السكانية حسب تعدادي 2000 و2010.

### تعداد عام 2000
بلغ عدد سكان ويليس 3,985 نسمة بحسب تعداد عام 2000، وبلغ عدد الأسر 1,265 أسرة وعدد العائلات 973 عائلة مقيمة في المدينة. في حين سجلت الكثافة السكانية 325 نسمة لكل كيلومتر مربع (841.7/ميل2). وبلغ عدد الوحدات السكنية 1,374 وحدة بمتوسط كثافة قدره 112.1 لكل كيلومتر مربع (290.3/ميل2).
وتوزع التركيب العرقي للمدينة بنسبة 61.28% من البيض و21.15% من الأمريكيين الأفارقة و0.68% من الأمريكيين الأصليين و0.48% من الأمريكيين ذوي الأصول الآسيوية و14.40% من الأعراق الأخرى و2.01% من عرقين مختلطين أو أكثر و27.23% من الهسبانيون أو اللاتينيون من أي عرق.
بلغ عدد الأسر 1,265 أسرة كانت نسبة 52.7% منها لديها أطفال تحت سن الثامنة عشر تعيش معهم، وبلغت نسبة الأزواج القاطنين مع بعضهم البعض 48.5% من أصل المجموع الكلي للأسر، ونسبة 22.7% من الأسر كان لديها معيلات من الإناث دون وجود شريك، بينما كانت نسبة 5.7% من الأسر لديها معيلون من الذكور دون وجود شريكة وكانت نسبة 23.1% من غير العائلات. تألفت نسبة 18% من أصل جميع الأسر من عدة أفراد يعيشون في نفس المنزل ونسبة 6.6% كانت تتألف من شخص يعيش بمفرده يبلغ من العمر 65 عاماً أو أكثر. وبلغ متوسط حجم الأسرة المعيشية 3.11، أما متوسط حجم العائلات فبلغ 3.51.
بلغ العمر الوسطي للسكان 27.3 عاماً. وكانت نسبة 33.6% من القاطنين تحت سن الثامنة عشر، وكانت نسبة 11.4% بين الثامنة عشر والرابعة والعشرين عاماً، ونسبة 30.8% كانت واقعةً في الفئة العمرية ما بين الخامسة والعشرين والرابعة والأربعين عاماً، ونسبة 15.7% كانت ما بين الخامسة والأربعين والرابعة والستين، ونسبة 7.2% كانت ضمن فئة الخامسة والستين عاماً فما فوق. يوجد لكل 100 أنثى 99.4 ذكر، ويوجد لكل 100 أنثى في الثامنة عشر من عمرها فما فوق 94.3 ذكر.
بلغ متوسط دخل الأسرة في المدينة 28,260 دولارًا، أما متوسط دخل العائلة فبلغ 30,985 دولارًا. وكان متوسط دخل الذكور 27,049 دولارًا مقابل 20,954 دولارًا للإناث. وسجل دخل الفرد الخاص بالمدينة 11,122 دولارًا. وكانت نسبة 17.8% من العائلات ونسبة 20.8% من السكان تحت خط الفقر، وكان من هؤلاء نسبة 25% تحت سن الثامنة عشر ونسبة 9.5% في الخامسة والستين من العمر وما فوق.

### تعداد عام 2010
بلغ عدد سكان ويليس 5,662 نسمة بحسب تعداد عام 2010، وبلغ عدد الأسر 1,782 أسرة وعدد العائلات 1,340 عائلة مقيمة في المدينة. في حين سجلت الكثافة السكانية 461.8 نسمة لكل كيلومتر مربع (1,196.1/ميل2). وبلغ عدد الوحدات السكنية 2,006 وحدة بمتوسط كثافة قدره 163.6 لكل كيلومتر مربع (423.7/ميل2).
وتوزع التركيب العرقي للمدينة بنسبة 56.75% من البيض و18.17% من الأمريكيين الأفارقة و0.92% من الأمريكيين الأصليين و0.37% من الأمريكيين ذوي الأصول الآسيوية و0.09% من سكان جزر المحيط الهادئ و20.12% من الأعراق الأخرى و3.59% من عرقين مختلطين أو أكثر و38.01% من الهسبانيون أو اللاتينيون من أي عرق.
بلغ عدد الأسر 1,782 أسرة كانت نسبة 50.5% منها لديها أطفال تحت سن الثامنة عشر تعيش معهم، وبلغت نسبة الأزواج القاطنين مع بعضهم البعض 42.5% من أصل المجموع الكلي للأسر، ونسبة 25% من الأسر كان لديها معيلات من الإناث دون وجود شريك، بينما كانت نسبة 7.6% من الأسر لديها معيلون من الذكور دون وجود شريكة وكانت نسبة 24.8% من غير العائلات. تألفت نسبة 19.6% من أصل جميع الأسر من عدة أفراد يعيشون في نفس المنزل ونسبة 6.7% كانت تتألف من شخص يعيش بمفرده يبلغ من العمر 65 عاماً أو أكثر. وبلغ متوسط حجم الأسرة المعيشية 3.10، أما متوسط حجم العائلات فبلغ 3.55.
بلغ العمر الوسطي للسكان 29.1 عاماً. وكانت نسبة 33.3% من القاطنين تحت سن الثامنة عشر، وكانت نسبة 10.5% بين الثامنة عشر والرابعة والعشرين عاماً، ونسبة 28% كانت واقعةً في الفئة العمرية ما بين الخامسة والعشرين والرابعة والأربعين عاماً، ونسبة 20% كانت ما بين الخامسة والأربعين والرابعة والستين، ونسبة 8.1% كانت ضمن فئة الخامسة والستين عاماً فما فوق. وتوزع التركيب الجنسي للسكان بنسبة 47.8% ذكور و52.2% إناث.

## أعلام
- كليف يونغ
- د. د. تيري

## وصلات خارجية
- The US50 - Cities and Towns in Texas State